# Вльора
Вльора (алб. Vlora або Vlorë), історично також відоме як Авлона (грец. Αυλώνας тур. Avlonya або Avlona) або Валона (італ. Valona) — місто на півдні Албанії, адміністративний центр префектури Вльора й округу Вльора.
Порт на березі Вльорської затоки (Вльорської бухти) Адріатичного моря.
Населення  міста станом на 2011 - близько 79 тис., муніципалітету -  близько 130 тис.

## Історія
Перші пам'ятки античності у місті Вльора датуються VI століттям до н. е. Упродовж IV століття до н. е. часто згадується як важливий порт для суден, які пливли з Отранто й Бріндізі, та перевальний пункт між двома іншими важливими античними містами в Албанії — Бутринтом та Аполонією. Вльора відігравала важливу роль у конфліктах між норманським Сицилійським королівством та Візантійською імперією протягом XI—XII століть. У червні 1417 року місто було захоплене Османською імперією, але в 1432 році албанські повстанці на чолі з родиною Аріаніті відвоювали місто. У 1478 році, через десять років після смерті Скандербега, Валона була завойована османами і перейменована в Авлону. У 1481 році грецький воєначальник на неаполітанській службі Крокодилос Кладас за підтримки місцевих грецьких та албанських повстанців відбив місто у турків. Місто знаходилось під контролем Неаполітанського королівства десять років, після чого за винятком дуже короткої венеційської інтермедії в 1690—1691 роках, Валона була частиною Османської імперії до 1912 року, ставши столицею одноіменного санджакато в румелійському еялеті.
28 листопада 1912 року Ісмаїл Кемалі проголосив у Вльорі незалежність країни та місто стало першою столицею незалежної Албанії. У 1997 році, місто стало одним з місць початку сумнозвісних заворушень.

## Географія
Вльора розташована на березі однойменної затоки Адріатичного моря і оточена з південного-східного боку Керавнійськими горами. Муніципалітет охоплює територію у  647,94 км2 (250,17 миля2) і окрім міста Вльора включає також курортне селище Орікум, а також заповідні території півострова Карабурун і острова Сазан. Навколо міста поширені середземноморського буку Quercus ithaburensis subsp. macrolepis, відомого як валонський бук (від італійської назви міста - Валона).

### Клімат
Клімат - середемноморський субтропічний, з середньорічною температурою 16,9 °C, сухим і спекотним літом та м'якою і дощовою зимою.
| Клімат Вльори                              | Клімат Вльори | Клімат Вльори | Клімат Вльори | Клімат Вльори | Клімат Вльори | Клімат Вльори | Клімат Вльори | Клімат Вльори | Клімат Вльори | Клімат Вльори | Клімат Вльори | Клімат Вльори | Клімат Вльори |
| Показник                                   | Січ.          | Лют.          | Бер.          | Квіт.         | Трав.         | Черв.         | Лип.          | Серп.         | Вер.          | Жовт.         | Лист.         | Груд.         | Рік           |
| Середній максимум, °C                      | 13            | 14            | 16            | 19            | 23            | 27            | 30            | 30            | 27            | 23            | 19            | 15            | 21            |
| Середня температура, °C                    | 9,5           | 10            | 12            | 15            | 19            | 22            | 25            | 24,5          | 22            | 19            | 15            | 11,5          | 17            |
| Середній мінімум, °C                       | 6             | 6             | 8             | 10            | 14            | 17            | 19            | 19            | 16            | 14            | 11            | 8             | 12            |
| Середня кількість сонячних годин на місяць | 133,3         | 147,9         | 173,6         | 225,0         | 272,8         | 318,0         | 368,9         | 344,1         | 279,0         | 210,8         | 117,0         | 99,2          | 2689,6        |
| Норма опадів, мм                           | 120           | 106           | 92            | 79            | 54            | 28            | 9             | 26            | 32            | 116           | 192           | 141           | 995           |
| Днів з опадами                             | 13            | 12            | 14            | 11            | 9             | 6             | 3             | 3             | 5             | 10            | 17            | 17            | 120           |
| ------------------------------------------ | ------------- | ------------- | ------------- | ------------- | ------------- | ------------- | ------------- | ------------- | ------------- | ------------- | ------------- | ------------- | ------------- |
| Джерело: climatetemp.info                  |               |               |               |               |               |               |               |               |               |               |               |               |               |

## Економіка та інфраструктура

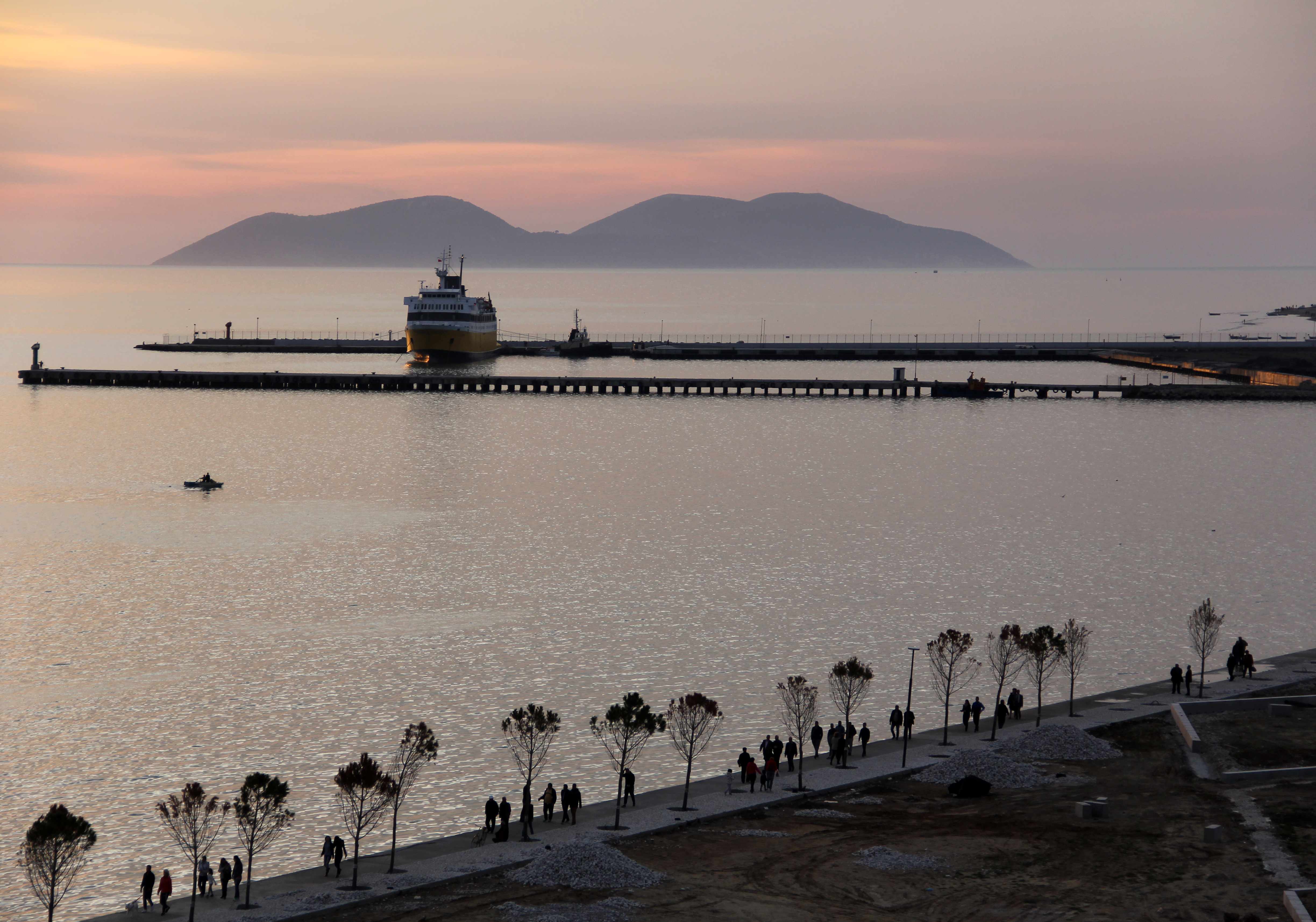
View of a ship in the Port of Vlorë

Місто Вльора залишається важливим морським портом і торговим центром із значним рибним і промисловим сектором. На прилеглих територіях видобувають нафту, природний газ, бітум і сіль. Розвинене сільське господарство - є посадки оливкових і фруктових дерев,  розводять велику рогату худобу, виробляють бавовну, оливкову олію, шкіри, шкури та масло. На південь від міста знаходяться важливі об'єкти ВМС Албанії. Значним секотором економіки залишається туризм.
У Вльорі є залізниця, збудована 1985 році, що з'єднує місто із Дурресом через Фієр. До 2015 року залізниця обслуговувала пасажирів, з 2018 здійснюються лише окремі вантажні перевезення. Неподалік Вльори ведеться будівництво міжнародного аеропорту Вибір його місця розташування на території національного парку "Вйоса" є предметом критики з боку захисників природи.
З 2020-х років місто періодично потерпало від пожеж на сміттєзвалищі, що спричиняли до задимлення  міста, особливо прилеглих кварталів.-

## Відомі уродженці
- Скендер Джинуші (* 1949) — албанський політик.
- Арбен Малай (* 1961) — албанський економіст і політик.
- Давид Селінідзіотіс (Δαυιδ Σελινιτζιωτης) — грецький живописець та іконописець XVIII століття.
- Ервін Скеля (* 1976) — албанський професійний футболіст.

## Визначні пам'ятки
- Етнографічний музей
- Історичний музей
- Музей Незалежності
- Мечеть Мурадіє
- Фортеця Каніна у селищі Каніна
- Фортеця Порто-Палермо
- Руїни фортеці Хімара у містечку Хімара
- Церкви Святого Стефана і Святого Мітри у містечку Дермі (XII—XIV століть)
- Монастир Святої Марії у містечку Звернец
- Античний амфітеатр Орікум (I до н. е.)
- Церква Мамірої у містечку Орікум

## Галерея

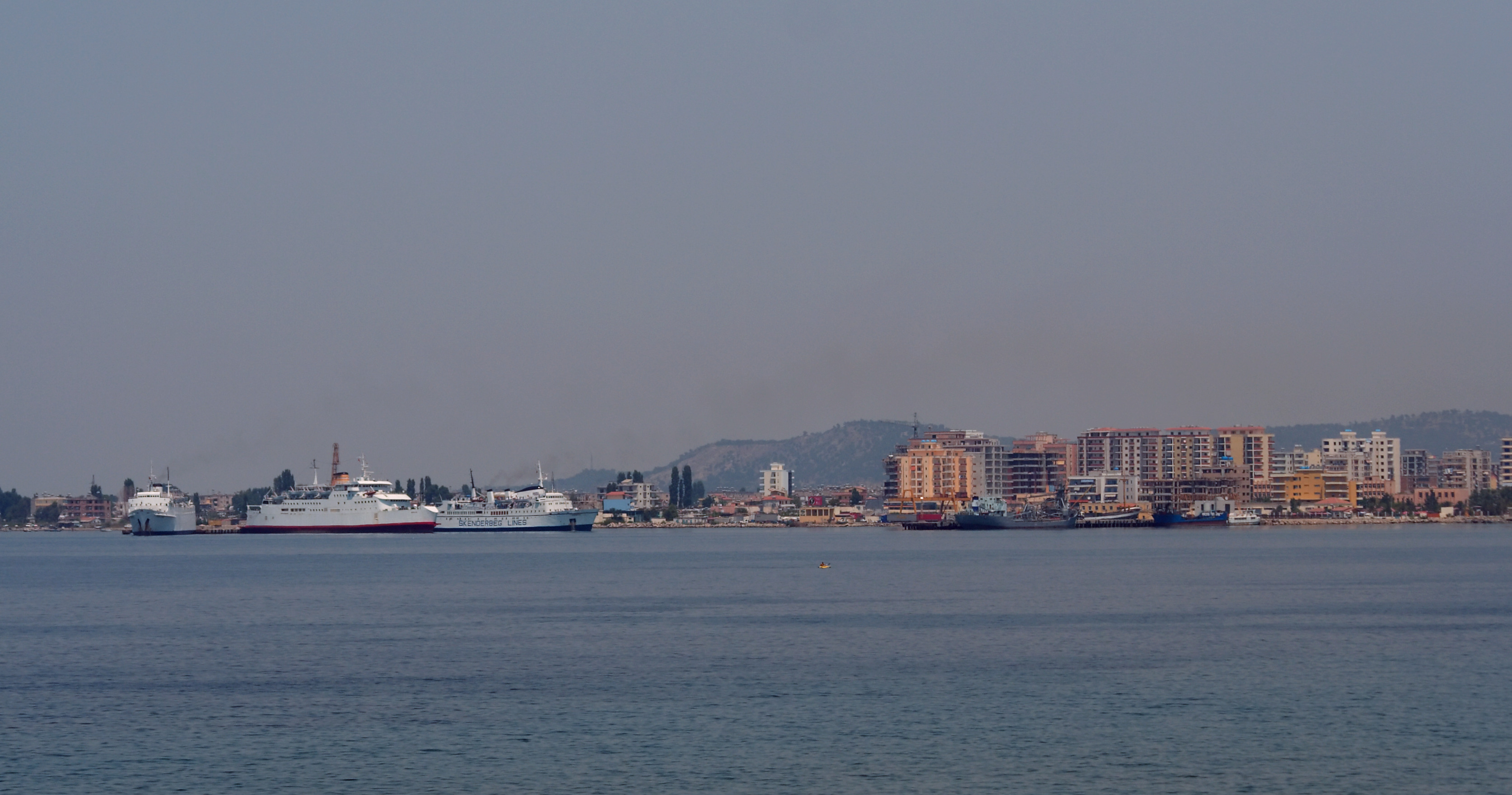
порт міста
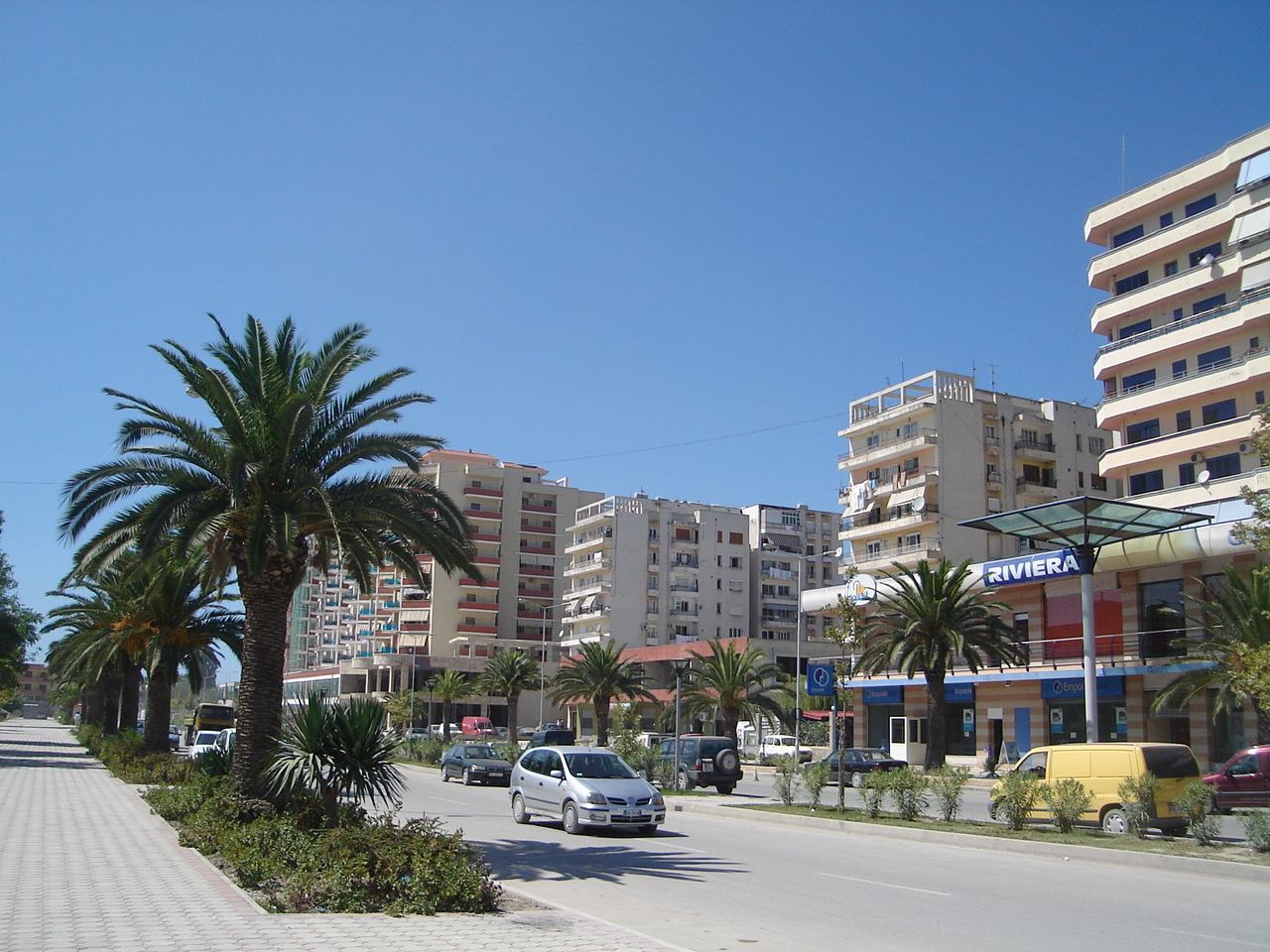
на вулицях міста